# Христофор Продромски
Христофор Продромски или Продромит (на гръцки: Χριστόφορος Προδρομίτης, Христофорос Продромитис) е православен духовник от XIX век, игумен на Серския манастир „Свети Йоан Предтеча“.

## Биография
Роден е в източномакедонския град Сяр в 1821 или 1822 година. Завършва Семинарията на Халки в 1849 година и преподава в Алистрат (1849 – 1852), а след това в Халкинската семинария като помощник на Константин Типалдис (1852 – 1855). От 1855 до 1859 година завършва Философския факултет на Атинския университет и преподава в Атониадата. По-късно преподава в Мелник (1863 – 1868) и в Сяр (1868 – 1870). Преподава в училищата при Серския манастир от 1870 до 1879 година, а в Духовното училище на манастира с прекъсвания до 1892 година. Бил е касиер и секретар на манастира, а в 1892 година е избран за игумен и остава на поста 12 година до 1904 година.
Името му носи улица в Сяр.